# John Crank
John Crank (6 février 1916 - 3 octobre 2006) est un physicien mathématicien, surtout connu pour ses travaux sur la solution numérique des équations aux dérivées partielles.

## Biographie
Crank est né à Hindley dans le Lancashire, en Angleterre. Son père est modéliste chez un menuisier. Crank étudie à l'Université de Manchester de 1934 à 1938, où il obtient un BSc et un MSc en tant qu'élève de Lawrence Bragg et Douglas Hartree. En 1953, l'Université de Manchester lui décerne un DSc.
Il travaille sur la balistique pendant la Seconde Guerre mondiale, puis est physicien mathématicien au Courtaulds Fundamental Research Laboratory de 1945 à 1957. En 1957, il est nommé premier chef du département de mathématiques au Brunel College d'Acton. Il remplit deux mandats en tant que directeur adjoint de Brunel avant de prendre sa retraite en 1981, date à laquelle il obtient le titre de professeur émérite.
Les principaux travaux de Crank portent sur la solution numérique des équations aux dérivées partielles et, en particulier, sur la solution des problèmes de conduction thermique. Il est surtout connu pour son travail avec Phyllis Nicolson sur l'équation de la chaleur, qui aboutit à la Méthode de Crank-Nicolson.
Il est un jardinier passionné et crée le John Crank Garden comme cadeau de retraite à l'Université Brunel. Il est marié à sa femme, Joan, décédée en 2005, pendant 63 ans, et ont deux enfants. 